# Prezentacja antygenu
Prezentacja antygenu – termin obejmujący znaczeniem mechanizmy odpornościowe, które polegają na „ukazaniu” antygenu limfocytom T przy udziale cząsteczek MHC. Głównym celem prezentacji antygenów jest rozwinięcie odpowiedzi swoistej na dany antygen.
Ze względu na zróżnicowanie cząsteczek MHC, prezentacja antygenu może się przejawiać w jednej z trzech postaci:
- Cząsteczki MHC klasy I, które prezentują antygeny limfocytom Tc (cytotoksycznym), biorą udział w obronie przeciwko patogenom wewnątrzkomórkowym, np. wirusom. Jeżeli tego rodzaju antygen zostanie rozpoznany jako obcy, komórka prezentująca ulegnie eliminacji, jego obecność na cząsteczce MHC klasy I świadczy bowiem o istnieniu patogenu we wnętrzu komórki. Niszcząc komórkę, limfocyt Tc zabija zwykle także występującego w niej pasożyta.
- Cząsteczki MHC klasy II, które prezentują antygeny limfocytom Th (pomocniczym), nie wywołują śmierci komórki prezentującej antygen. W tym przypadku komórka rozpoczyna wydzielanie cytokin, które pobudzają limfocyt Th. Limfocyty Th są komórkami regulującymi odpowiedź odpornościową. Dzięki temu cząsteczki MHC klasy II uczestniczą w pobudzeniu innych komórek, za pośrednictwem limfocytów T pomocniczych.
- Prezentacja krzyżowa jest mechanizmem umożliwiającym pobudzenie zarówno limfocytów Th, jak i limfocytów Tc, przy czym biorą w niej udział zarówno cząsteczki MHC klasy I, jak i klasy II. Nie jest to jednak prosta kombinacja dwóch poprzednio wymienionych rodzajów prezentacji antygenu. Zachodzi ona w charakterystyczny sposób z udziałem określonych komórek, które prezentują antygeny jednocześnie na MHC obu klas i nie są likwidowane przez limfocyty Tc.

Komórka prezentująca antygen to taka, która dokonuje prezentacji antygenu limfocytom T poprzez białka MHC klasy I lub klasy II.

## Prezentacja antygenu poprzez MHC klasy I

### Obróbka antygenu
Ze względu na fakt, że antygeny prezentowane przez białka MHC nie są kompletne, lecz stanowią fragmenty natywnych antygenów, muszą one najpierw podlegać odpowiedniej obróbce. W przypadku białek MHC klasy I prezentowane są antygeny wewnątrzkomórkowe, a na ich przetwarzanie składają się następujące kroki:
1. Białka, które mają podlegać obróbce, są najpierw „oznaczane” za pomocą ubikwityny. Mechanizm ten nazywa się ubikwitynacją.
2. Ubikwitynowane białko trafia do proteasomu, multienzymatycznego kompleksu, który dokonuje cięcia białek na pojedyncze peptydy.
3. Powstałe w wyniku działalności proteasomu peptydy są transportowane do siateczki śródplazmatycznej (ER) przez specjalne białka transportowe z rodziny transporterów ABC. Białka MHC klasy IW mogą prezentować jedynie peptydy o długości nie przekraczającej ok. 10 aminokwasów, dlatego dłuższe peptydy zwykle nie są transportowane do ER.
4. Gdy peptyd dostanie się do ER, trafia do rowka cząsteczki MHC klasy I (zobacz: główny układ zgodności tkankowej)
5. Cząsteczka MHC, wraz z fragmentem antygenu, przechodzi przez aparat Golgiego, gdzie podlega glikozylacji, po czym trafia na powierzchnię komórki. Od tej pory kompleks MHC klasy I z peptydem może być rozpoznawany.

| 600p | Obróbka antygenu dla MHC klasy I: A. Białko B. Proteasom C. Synteza białek MHC I D. Peptydy do prezentacji E. ER F. Błona komórkowa Cyfry na rysunku odpowiadają oznaczeniom kolejnych kroków w przedstawionym powyżej tekście. |

### Przebieg prezentacji z udziałem MHC klasy I
Kiedy przetworzony antygen znajdzie się na powierzchni komórki, może być rozpoznawany przez limfocyty Tc, a ściślej mówiąc przez komórki TCR CD8+, czyli takie limfocyty T, na których powierzchni znajduje się cząsteczka CD8. Jeśli prezentowany antygen okaże się obcy dla organizmu, komórka prezentująca go limfocytowi T CD8+ zostanie wyeliminowana.

### Znaczenie prezentacji z udziałem MHC klasy I
Prezentacja z udziałem MHC klasy I wpływa na odporność przeciwko patogenom wewnątrzkomórkowym. Wynika to z faktu, że białka patogenów, które znajdują się w komórce, są ubikwitynowane i cięte na fragmenty tak samo, jak własne białka komórki. W ten sposób patogen nie może ukryć się we wnętrzu komórki w celu uniknięcia reakcji układu odpornościowego. Nie jest on wprawdzie osiągalny dla przeciwciał, ale limfocyty Tc są często wystarczająco silną bronią, powstrzymującą rozwój choroby. Ma to znaczenie w przypadku wirusów, gdyż często przestawiają one syntezę białek w komórce na swoje potrzeby. Znaczny odsetek białek wewnątrzkomórkowych stanowią białka wirusowe, dlatego pojawiają się one w dużych ilościach na komórce w postaci kompleksów z MHC klasy I.
Limfocyty Tc dzięki rozpoznaniu kompleksu antygenu z cząsteczką MHC klasy I nie zawsze są w stanie ograniczyć zakażenie. Wraz z eliminacją komórki docelowej może dojść do uwolnienia np. potomnych wirusów z jej wnętrza. Dlatego też, zwłaszcza na późniejszym etapie odpowiedzi przeciwwirusowej, przeciwciała odgrywają istotną rolę w mechanizmie obronnym organizmu.
O znaczeniu odpowiedzi na obce antygeny prezentowane przez cząsteczki MHC klasy I świadczy fakt, że wiele patogenów wewnątrzkomórkowych stara się wpłynąć na ich ekspresję albo poprzez jej ograniczenie, albo przez zamianę cząsteczek MHC klasy I na inne, podobne białka, ale nierozpoznawane przez limfocyty Tc
. Wtedy jednak mogą zadziałać komórki NK, niszczące takie komórki jądrzaste, które wykazują niewielkie powierzchniowe stężenie białek MHC klasy I.

## Prezentacja antygenu poprzez MHC klasy II

### Obróbka antygenu
Prezentacja antygenu przez MHC klasy II dotyczy jedynie antygenów egzogennych (z punktu widzenia komórki, niekoniecznie zaś organizmu), a więc takich, które są pochłaniane przez komórkę prezentującą antygen. Pochłonięcie antygenu jest możliwe dzięki istnieniu różnych receptorów i często zachodzi na drodze immunofagocytozy z udziałem opsonin. Także w tym przypadku nie następuje prezentacja natywnych białek – muszą one najpierw ulec przeróbce i połączeniu z białkiem MHC klasy II. Kolejne kroki takiej obróbki są następujące:
1. Antygen podlega endocytozie, przy czym może to być fagocytoza lub pinocytoza.
2. W wyniku pochłonięcia powstaje endosom zawierający antygen. Na skutek działania pomp protonowych w błonie endosomu następuje stopniowe obniżanie jego pH.
3. Endosom, zwany także fagosomem, łączy się z lizosomem, tworząc w rezultacie fagolizosom. Dzięki dostarczeniu enzymów trawiennych przez lizosom, antygen jest stopniowo rozkładany, przy czym białka przekształcane są w odpowiedniej długości peptydy.

|  | Obróbka antygenu dla MHC klasy II: A. Obce białko B. Endosom C. Lizosom D. Późny endosom/Fagolizosom E. Szorstkie ER F. Aparat Golgiego G. Wymiana CLIP na antygen H. Prezentacja antygenu na błonie komórkowej. |

W ten sposób antygen zostaje przygotowany do połączenia się z cząsteczką MHC klasy II. Jednakże również białka MHC muszą zostać odpowiednio przysposobione do połączenia się z antygenem. Dzieje się to w następujący sposób:
1. W wyniku ekspresji genów dla białek MHC klasy II i syntezy białek na szorstkim retikulum endoplazmatycznym dochodzi do umiejscowienia łańcuchów białkowych tworzących cząsteczkę MHC w obrębie siateczki śródplazmatycznej.
2. Jeszcze w retikulum dochodzi do przyłączenia się w rowku cząsteczki MHC tzw. łańcucha niezmiennego (Ii), którego główne zadanie polega na zablokowaniu rowka przed przyłączeniem jakiegoś innego, przypadkowego peptydu obecnego w siateczce śródplazmatycznej.
3. Cząsteczka MHC przechodzi następnie przez aparat Golgiego, gdzie następuje jej glikozylacja oraz przycięcie łańcucha niezmiennego do peptydu określanego nazwą CLIP (żółta gwiazdka na schemacie).
4. Uwolnione w pęcherzyku pochodzącym z aparatu Golgiego cząsteczki MHC klasy II docierają do endosomu zawierającego fragmenty antygenu.

W tym momencie peptyd CLIP z rowka cząsteczki MHC klasy II jest zastępowany peptydem pochodzącym z antygenu. Pomocniczą rolę odgrywają tutaj nieklasyczne cząsteczki MHC klasy II: HLA-DO i HLA-DM. Teraz pozostaje już tylko transport kompleksów peptyd-MHC klasy II na powierzchnię komórki, co już niemalże umożliwia prezentację (patrz też dalej: koncepcja drugiego sygnału).

### Przebieg prezentacji
Głównym zadaniem prezentacji antygenu przez MHC klasy II jest rozwinięcie swoistej odpowiedzi odpornościowej. Podstawą jest więc oddziaływanie komórki prezentującej antygen z limfocytem T pomocniczym. Każdy taki limfocyt może swoiście rozpoznawać antygeny prezentowane przez cząsteczkę MHC klasy II za pomocą receptorów (TCR) znajdujących się na powierzchni komórki. TCR nie odróżnia jednak klasy MHC, dlatego niezbędne jest białko koreceptorowe, dokonujące takiego rozróżnienia, którym w przypadku limfocytów Th jest zwykle cząsteczka CD4 (dlatego limfocyty te określamy mianem komórek T CD4+). Takie podwójne oddziaływanie pozwala już rozpoznać antygen, jednak do pobudzenia niezbędny jest jeszcze tzw. drugi sygnał (zagadnienie to zostało przedstawione dalej). Jeżeli jest obecny zarówno pierwszy (TCR), jak i drugi sygnał, dojdzie do pobudzenia limfocytu Th, w wyniku czego przechodzi on transformację blastyczną. Jednocześnie limfocyt wydziela cytokiny pobudzające komórkę prezentującą antygen do bardziej efektywnego aktywowania kolejnych limfocytów T. Jest to możliwe dzięki wydzielaniu odpowiednich cytokin przez komórkę prezentującą antygen oraz zwiększeniu ekspresji MHC klasy II i cząsteczek drugiego sygnału.
Konsekwencją przedstawionego procesu jest selekcja klonalna limfocytów Th. Pobudzone limfocyty Th muszą aktywować inne komórki, które będą pełnić funkcje efektorowe, a więc pomogą ograniczyć lub całkowicie usunąć infekcję. Wybór odpowiednich komórek następuje zwykle poprzez odpowiednie spolaryzowanie odpowiedzi odpornościowej. W wyniku polaryzacji dochodzi do wytworzenia limfocytów Th1 i Th2, przy czym:
- limfocyty Th1 wydzielają cytokiny biorące udział w rozwijaniu odpowiedzi komórkowej
- limfocyty Th2 wspierają odpowiedź humoralną

Jedną z funkcji limfocytów Th2 jest oddziaływanie bezpośrednio na limfocyty B, które z kolei doprowadza do selekcji klonalnej tych komórek. Działanie limfocytów Th2 polega na tym, że rozpoznają one MHC klasy II na limfocycie B, przy czym limfocyty B prezentują te antygeny, które same mogą rozpoznawać. W ten sposób kooperacja między limfocytem Th i komórką prezentującą antygen pozwala następnie pobudzić swoiste limfocyty B.
|  | Prezentacja antygenu 1. Obce białko/antygen 2. Makrofag/Komórka prezentująca antygen 3. Kompleks antygen-MHC II (prezentacja antygenu), aktywacja limfocytu Th 4. Limfocyt Th (T helper) 5. Obce białko związane przez przeciwciała powierzchniowe 6. Limfocyt B 7. Przetwarzanie antygenu (MHC II) 8. Kompleks antygen-MHC II (prezentacja antygenu) 9. Produkcja przeciwciał specyficznych wobec antygenu 10. Aktywacja limfocytu B przez aktywny Th |

Rola limfocytów Th jest o wiele szersza, ale w każdym z możliwych mechanizmów ich działania podstawową, pierwotną rolę odgrywa prezentacja antygenu przez komórkę prezentującą antygen.

#### Koncepcja drugiego sygnału
Drugi sygnał to pojęcie, oznaczające dodatkowe, oprócz TCR, cząsteczki, mogące przekazywać sygnał do wnętrza komórki w wyniku połączenia się z odpowiednimi ligandami. Cząsteczki drugiego sygnału są niezbędne do pobudzenia limfocytu Th. Występują one, gdy komórka prezentująca antygen „uznaje” go za niebezpieczny dla organizmu zgodnie z teorią niebezpieczeństwa. Brak cząsteczek drugiego sygnału świadczy o tym, że dany antygen nie jest niebezpieczny, dlatego w przypadku, gdy danemu antygenowi, który jest rozpoznawany przez limfocyt Th, nie towarzyszy drugi sygnał, może dojść do dwóch podstawowych zjawisk:
- anergii klonalnej, która polega na zatrzymaniu funkcjonowania limfocytu Th na okres kilku miesięcy; w tym czasie nie może on być aktywowany przez żaden sygnał;
- delecji klonalnej, w wyniku której dany klon limfocytów Th ulega śmierci na skutek apoptozy.

Obydwa powyższe mechanizmy umożliwiają autotolerancję, czyli areaktywność na własne antygeny organizmu. Zagadnienia te szerzej są przedstawione w haśle tolerancja immunologiczna.
Najważniejszymi cząsteczkami, funkcjonującymi jako drugi sygnał, są:
- CD28 na limfocycie Th, która łączy się z CD80 lub CD86 na komórce prezentującej antygen
- OX40 na limfocycie, której ligandem jest OX40L
- CD154 (CD40L) na limfocycie, łącząca się z CD40 na komórce prezentującej antygen.

Oddziaływanie CD28 – CD80/CD86 ma kluczowy wpływ na prezentację antygenu. Po aktywacji limfocytu Th na jego powierzchni pojawia się cząsteczka CTLA-4. Ona także łączy się z CD80/CD86, ale przesyła sygnał hamujący, a nie aktywujący komórkę. Dzięki temu, drugi sygnał może mieć odmienny wpływ, w zależności od stopnia rozwoju odpowiedzi odpornościowej. O ile pierwszy sygnał się nie zmienia, o tyle drugi może, dzięki dostosowaniu się do panujących warunków, wykazywać silne właściwości modulujące odpowiedź odpornościową.

### Znaczenie prezentacji z udziałem MHC klasy II
Prezentacja antygenu poprzez MHC klasy II stanowi podstawę selekcji klonalnej limfocytów Th. Mechanizm ten stanowi początkowy etap doboru mechanizmów efektorowych, umożliwiających usunięcie danego patogenu. Ze względu na zróżnicowanie komórek prezentujących antygen, wybór tych mechanizmów wydaje się być bardzo ściśle regulowany, natomiast jego zaburzenia doprowadzać mogą do różnych patologii, np. chorób autoimmunizacyjnych. W związku z tym nie do przecenienia jest rola prezentacji antygenów z udziałem MHC klasy II w utrzymaniu homeostazy organizmu.

## Prezentacja krzyżowa
Krzyżowa prezentacja antygenu jest zjawiskiem poznanym stosunkowo niedawno, a jej rola w odporności jest wciąż szeroko dyskutowana, chociażby ze względu na jej potencjalne znaczenie terapeutyczne. W prezentacji krzyżowej udział biorą w zarówno limfocyty Tc, jak i limfocyty Th. Celem tego procesu jest pobudzenie limfocytów Tc do zwalczania patogenów wewnątrzkomórkowych, zaś komórkami prezentującymi antygen, biorącymi udział w prezentacji krzyżowej, są komórki dendrytyczne. Ogólny zarys prezentacji krzyżowej można przedstawić w następujących punktach:
1. Komórka dendrytyczna prezentuje dany antygen jednocześnie za pomocą MHC klasy I i klasy II (czyli zupełnie nietypowo).
2. Swoisty limfocyt Th rozpoznaje antygen w typowy sposób, przy czym uzyskuje zarówno pierwszy, jak i drugi sygnał. W wyniku wymiany sygnałów, zarówno komórka dendrytyczna, jak i limfocyt Th, wydzielają liczne cytokiny, nawzajem się aktywując.
3. Swoisty limfocyt Tc rozpoznaje antygen związany z MHC klasy I, ale nie eliminuje on komórki dendrytycznej, lecz uzyskuje od niej sygnał aktywujący w postaci cytokin.
4. Limfocyt Th także wydziela cytokiny, zwłaszcza Interleukinę 1, dzięki czemu limfocyt Tc jest pobudzany jeszcze mocniej.
5. Tak zaktywowany limfocyt Tc może już sprawdzać obecność antygenów na powierzchni innych komórek i w razie potrzeby zabijać je w sposób przedstawiony w pierwszej części artykułu.

Prezentacja krzyżowa wydaje się być dosyć istotnym procesem w przebiegu odpowiedzi przeciwwirusowej, ale głównym punktem, interesującym obecnie naukowców, jest możliwość wykorzystania jej w terapii przeciwnowotworowej.